# Звай (озеро)
Звай (Дебель; устар. Цвай, Джилалу, Лаки Дамбаль; амх. ዝዋይ ሐይቅ, читается Зуай или Зыуай, оромо Hara Dambal, Laaqii Dambal) — пресное озеро в Эфиопии, самое северное из цепочки озёр в долине Главного Эфиопского рифта.

## Описание
Озеро расположено примерно в 110 км к югу от Аддис-Абебы (по прямой; 160 км по автодороге), на высоте 1636 м над уровнем моря, в долине Главного Эфиопского рифта, простирающейся с юго-запада на северо-восток. Горы, окружающие долину, имеют высоты до 3500—4000 м. К югу от озера расположен вулкан Алуту высотой 2335 м.
Размер озера 31×20 км. Оно сравнительно мелководное: средняя глубина 2,5—4 м, максимальная 7—9 м. Впадают реки Мэки и Кутар (с севера и северо-востока), вытекает единственная река Бульбула (оромо Bulbula), впадающая в соседнее озеро Абията (на юге). Площадь поверхности озера, по разным данным, 435—485 км². Разброс значений глубины и площади, сообщаемых разными авторами, связан, в том числе, с колебаниями уровня воды.
На озере есть пять островов: три в восточной части — Тулу-Гудо (оромо Tulluu Guddoo[уточнить]) площадью 4,8 км², Тедеча (оромо Dhaddacha[уточнить]; 2,1 км²) и Фундуро (оромо Funduro; 0,4 км²), и два в юго-западной — Дэбрэ-Сина (Debre Sina[уточнить], 0,3 км²) и Гэлила (Galila[уточнить]; 0,2 км²).
Административно восточная часть озера, включая три первых острова, относится к зоне Арси, а западная — к зоне Восточная Шоа.

## Вода и водный режим
Озеро Звай — одно из крупнейших пресных озёр Эфиопии. Оно принадлежит к бессточному бассейну, в который также входят расположенные южнее и ниже озёра Абията, Лангано и Шала. В отличие от Звая, эти озёра солёные.
Дождя в регионе выпадает мало, так что испарение преобладает над осадками; основное питание озеру дают, помимо двух впадающих рек, многочисленные мелкие ручьи и грунтовые воды.
Общая площадь водосбора оценивается от 6834 до 7380 км². Уровень воды сильно колеблется от года к году. В засушливые годы он может уменьшаться настолько, что сток в озеро Абията вовсе прекращается.
Вода слабощелочная (pH 7,6—9,0, в среднем 8,5), общая минерализация 0,4 г/л.
В публикациях начала XX века сообщалось, что вода в озере «прозрачная», но в настоящее время стала очень мутной. По измерениям, прозрачность составляла 0,4—1 м в 1988 году и лишь 10—19 см в 2009 году.

## Геологическое прошлое
В прошлом на месте озера Звай и трёх озёр, находящихся южнее (Абията, Лангано и Шала), располагалось одно большое пресноводное озеро, сток которого был направлен на север, в сторону реки Аваш. Позднее климат стал суше, уровень воды постепенно уменьшился, в результате образовались четыре отдельных озера.

## Флора и фауна

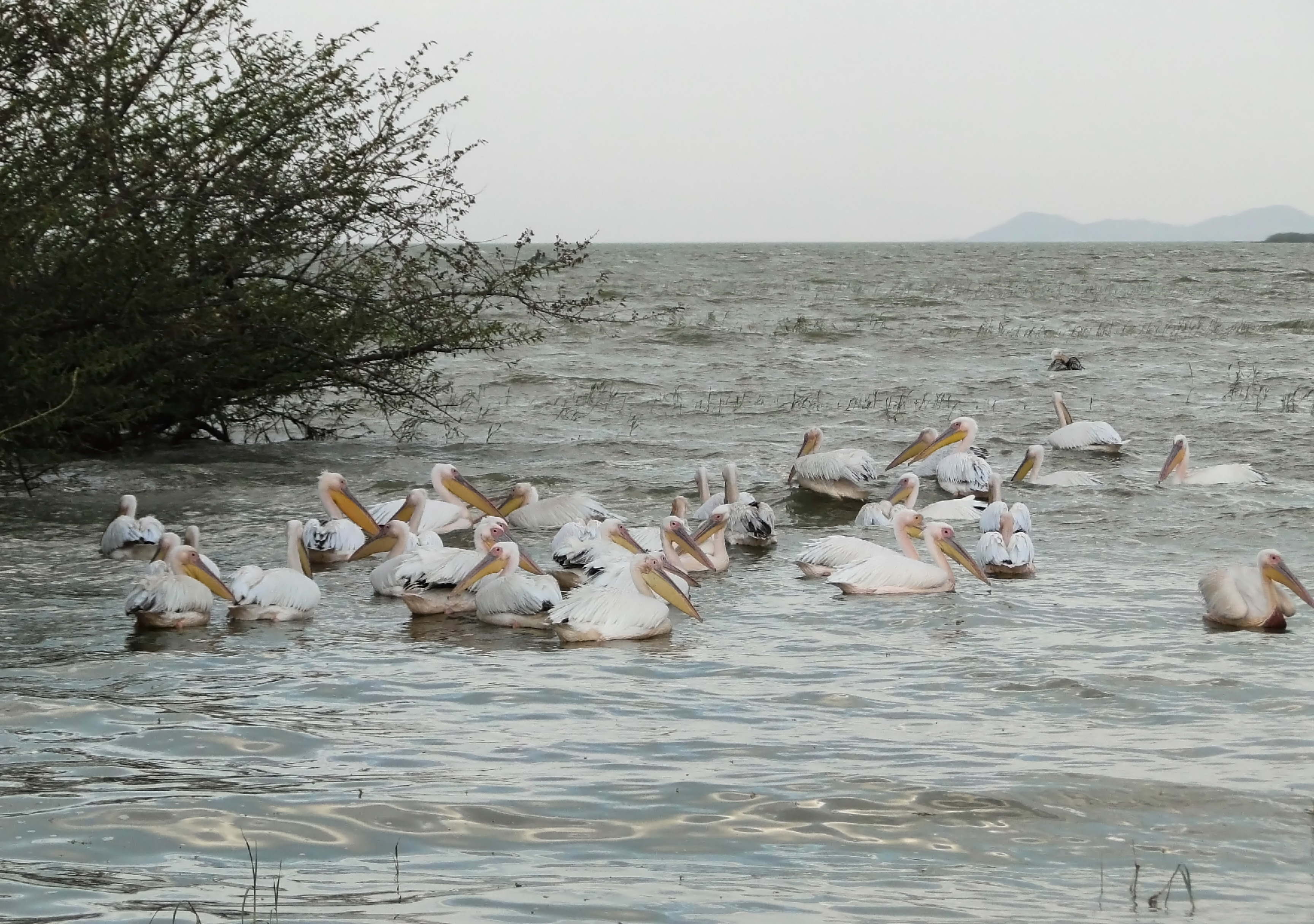
Пеликаны на озере Звай

На озере богатый растительный и животный мир, хотя изучен он пока недостаточно. Озеро наиболее известно зарослями папируса, популяцией бегемотов и большим разнообразием птиц. В воде присутствуют возбудители шистосомоза, поэтому купаться в озере опасно.

### Фауна
В воде озера найдено 83 вида зоопланктона, подавляющая часть которых — коловратки, есть также ракообразные (копеподы, ветвистоусые) и другие группы. Кроме этого, зарегистрирован 31 вид более крупных беспозвоночных (насекомых, червей, моллюсков), из которых необходимо отметить малярийных комаров и улиток — промежуточных хозяев шистосомы.
Обитает 15 видов рыб, в том числе два эндемика (Labeobarbus ethiopicus и Garra makiensis). Также из озера был описан Barbus zuaicus Boulenger 1906, однако сейчас он сведён в синонимы к Labeobarbus intermedius.
Согласно статистике рыболовства, в прошлом преобладающим видом была тиляпия Oreochromis niloticus, но с началом XXI века её численность резко упала, зато сильно размножились интродуцированные в 1990-х годах Clarias gariepinus и Carassius carassius, а также Cyprinus carpio.
Озеро служит приютом для большого количества птиц, как оседлых, так и перелётных: по данным на 1990 год, на озере жило 270 видов и около 20 тыс. особей, на 2000 год — 58 видов и 2 тыс. особей (уменьшение численности вероятно связано с антропогенным воздействием на экосистему озера). Наиболее распространены розовый пеликан, африканский марабу и Dendrocygna bicolor, часто встречаются также Dendrocygna viduata, Thalassornis leuconotus, чайки Larus cirrocephalus и L. ridibundus, крачки Chlidonias hybridus и Ch. leucopterus.
Из млекопитающих водятся бегемот, бородавочник, большой куду, обыкновенный дукер, восточный колобус.

### Флора
Что касается растительности, то в озере зарегистрировано 67 видов фитопланктона и около 20 видов высших растений.
Из плавающих растений отмечены пистия Pistia stratiotes, кувшинки Nymphoides indica и Nymphaea nouchali, потомагетоны Potamogeton schweinfurthii и P. lucens.
Берега озера большей частью заболочены; там растут: тростник Phragmites mauritianus и P. australis, папирус Cyperus papyrus и C. articulatus, рогоз Typha angustifolia, T. latifolia и T. domingensis, также Echinochola colona, E. stagnina, Schoenoplectus corymbosus, Arundo donax, Persicaria senegalensis, Ludwigia erecta, L. stolonifera, Paspalidium geminatum.
Прежде (по данным 1970—1990-х годов) преобладающими видами были P. mauritianus, C. papyrus и T. domingensis, но теперь (по состоянию на 2010 годы) наиболее многочисленны A. donax, E. colona и P. schweinfurthii.
Также по берегам часто встречается дерево Aeschynomene elaphroxylon. Местность вокруг озера в прошлом была занята акациевым редколесьем, но в настоящее время от него остались лишь небольшие островки, состоящие в основном из Acacia tortilis, A. seyal, A. albida и Balanites aegyptiaca.

## Население
На островах озера Звай издавна живут люди народа зай (другое название лаки) — потомки христиан, которые проникли сюда, спасаясь от гонений в X—XVI веках. Местность же вокруг озера населена народом оромо (другое название галла).
По сведениям 2000 года, население островов составляло несколько тысяч человек: 2000 на Тадеча, 1200—1500 на Туллу Гуддо, и 150 на Фундуро; остальные два острова не имели постоянного населения. Ещё около 1500 человек народа зай жили на побережье, куда они начали частично переселяться в XX веке.
Традиционно одним из основных занятий зай было рыболовство. В отличие от оромо, они умели делать лодки из папируса. В 1968[уточнить] году озеро Звай посетил норвежский путешественник Тур Хейердал при подготовке к своему путешествию через Атлантический океан. Он сообщает, что эти лодки, называемые шафат, — маленькие, узкие, с заострённым носом и тупо обрубленной кормой — были рассчитаны на одного, максимум двух человек; делали, хотя и редко, более крупные, составленные из трёх снопов папируса — называемые оболу. По мнению Хейердала, искусство вязания папирусных лодок — древнее и зай владели им ещё до того, как пришли на озеро.
На каждом острове есть церковь. Согласно преданию, в X веке, когда пришедшая к власти царица Юдит преследовала христиан и уничтожала христианские святыни, в церкви острова Туллу Гуддо некоторое время находился привезённый из Аксума Ковчег Завета. Возможно поэтому другое название этого острова — Девра-Зион, то есть «гора Сион».
До нашего времени в этой церкви хранятся некоторые древние рукописи и другие ценные артефакты.

## Экономическое значение
Озеро является источником питьевой воды для города Звай и других населённых пунктов на берегу, также вода используется для орошения сельскохозяйственных угодий в окрестностях озера. На озере ведётся коммерческое рыболовство, годовой улов составлял 3180 т в 1997 году и 1157 т в 2010 году.

## Этимология названий
Происхождение самого названия «Звай» неясно. Р. Мейер приводит две версии, которые, впрочем, сам относит к народной этимологии. По одной из них, название образовано соединением слова «зе» (на языке геэз — «этот» [остров]) и междометия «вай», а от озера назван народ. По другой, название народа зай образовано от буквы заин, так как стихи 118 псалма, помеченные этой буквой, перекликаются с его судьбой; а от него — название озера.
Названия островов, приведённые выше в статье, принадлежат оромо. Они означают: Тулу-Гудо — «большая гора» (каковая действительно есть на острове и видна издалека), Тедеча — «акация» (дерево, растущее там в изобилии), Фундуро — от fula «лицо» + dura «перед», то есть, расположенный перед двумя другими (этот остров ближе всех к берегу). На языке зай они имеют другие названия: Дэбрэ-Сион (то есть «гора Сион»), Aysut («не ошибёшься», народная этимология), и Famat соответственно. Названия островов Гэлила и Дэбрэ-Сина взяты из Библии: это Галилея и гора Синай.